# Hellula simplicalis
Hellula simplicalis is een vlinder uit de familie van de grasmotten (Crambidae). De wetenschappelijke naam van de soort is voor het eerst gepubliceerd in 1871 door Gottlieb August Wilhelm Herrich-Schäffer.
De soort komt voor in Cuba.